# フェリックス・バスティアンス
フェリックス・バスティアンス（Felix Bastians、1988年5月9日 - ）は、ドイツ・ボーフム出身の元プロサッカー選手。現役時代のポジションはDF。

## 経歴
SGヴァッテンシャイトのユースチームを経て2003年にノッティンガム・フォレストFCのユースチームに加入し、2005年にトップチーム昇格した。その後イングランドの複数クラブにレンタル移籍し、2008年にスイスのBSCヤングボーイズに移籍した。8月10日、ヌーシャテル・ザマックス戦で移籍後初ゴールを記録した。2009年7月7日、ドイツのSCフライブルクに移籍した。
2012年1月、ヘルタ・ベルリンとの間で2016年夏までの4年契約を締結。2013年にVfLボーフムへレンタル移籍したが、怪我の影響により13試合の出場に終わった。2014年、ヘルタに復帰したがヨス・ルフカイ監督の構想外となり、同年10月9日に双方の合意の下で契約を解消した。同年11月17日に、2015年1月から2014-15シーズン終了までの半年間の契約でVfLボーフムへ移籍した。2014/15シーズンの途中から監督を引き継いだヘルトヤン・フェルベークの下では主にセンターバックとして起用され、幾度かの怪我による欠場を除いてはほぼすべての試合に先発出場している。ファン投票で2016/17シーズン前半のチーム最優秀選手に選ばれるなど活躍し、2016年7月26日にボーフムとの契約を2020年6月30日まで延長した。

## 代表歴
ドイツ代表として各年代で代表招集されている。